# 中共中央关于抓革命、促生产的十条规定
《中共中央关于抓革命、促生产的十条规定（草案）》，简称《工业十条》，是1966年12月9日文化大革命初期的中共中央下发的一项规定。该规定是基于《关于工厂文化大革命的十二条指示》（《工厂十二条》）修改的，将文化大革命推广至工业企业。